# Odontopera exoglypha
Odontopera exoglypha là một loài bướm đêm trong họ Geometridae.